# روري سبارو
روري سبارو (بالإنجليزية: Rory Sparrow)‏ مواليد 12 يونيو 1958 في سوفولك، هو لاعب كرة سلة أمريكي معتزل، بدأ مسيرته الاحترافية في عام 1980، تم اختياره من قبل فريق بروكلين نتس خلال الدرافت، يبلغ طوله 6 قدم 2 بوصة (1.9 م). اعتزل اللعب في عام 1992 أحرز خلال مسيرته في دوري كرة السلة الامريكي (NBA) مامجموعة 7557 نقطة بمعدل 9.0 نققة خلال المباراة الواحدة.

## المسيرة الاحترافية
لعب مع بروكلين نتس في موسم 1980–1981، ثم لعب مع أتلانتا هوكس من سنة 1981 إلى 1983، ثم لعب مع نيويورك نيكس من سنة 1982 إلى 1988، ثم لعب مع شيكاغو بولز في موسم 1987–1988، ثم لعب مع ميامي هيت من سنة 1988 إلى 1990، ثم لعب مع سكرامنتو كينغز في موسم 1990–1991، ثم لعب مع شيكاغو بولز في سنة 1991، ثم لعب مع لوس أنجلوس ليكرز في موسم 1991–1992.

## روابط خارجية
- روري سبارو على موقع إن بي أي (الإنجليزية)
- روري سبارو على موقع سبورتس رفرنس (الإنجليزية)
- روري سبارو على موقع كلية كرة السلة في سبورتس رفرنس.كوم (الإنجليزية)
- روري سبارو على موقع ريلجم (الإنجليزية)
- روري سبارو على موقع بروبوليرز (الإنجليزية)